# Wonder of Women
Wonder of Women is een Amerikaanse dramafilm uit 1929 onder regie van Clarence Brown. Het scenario is gebaseerd op de roman Die Frau des Steffen Tromholt (1924) van de Duitse auteur Hermann Sudermann. Destijds werd de film in Nederland uitgebracht onder de titel Een wonderlijke vrouw.

## Verhaal
De Duitse concertpianist Stephen Trombolt is alom bekend voor zijn temperament. Tijdens een treinreis maakt hij kennis met Brigitte, een jonge weduwe met drie kinderen. Ze worden verliefd en Stephen kan Brigitte meteen overreden om met hem te trouwen. Haar man is lang weg van huis en hij wordt dikwijls begeleid door zijn vroegere geliefde Karen. Pas als Brigitte op sterven ligt, beseft Stephen welke offers zij voor hem heeft gebracht.

## Rolverdeling
| Acteur             | Personage         |
| ------------------ | ----------------- |
| Lewis Stone        | Stephen Trombolt  |
| Leila Hyams        | Karen             |
| Peggy Wood         | Brigitte          |
| Harry Myers        | Bruno Heim        |
| Sarah Padden       | Anna              |
| George Fawcett     | Arts              |
| Blanche Friderici  | Huishoudster      |
| Wally Albright     | Wulle-Wulle       |
| Carmencita Johnson | Lottie (als kind) |
| Anita Louise       | Lottie            |
| Dietrich Haupt     | Kurt (als kind)   |
| Ulrich Haupt       | Kurt              |

## Prijzen en nominaties
| Jaar | Prijs  | Categorie               | Genomineerde(n) | Uitslag     |
| ---- | ------ | ----------------------- | --------------- | ----------- |
| 1929 | Oscars | Beste bewerkte scenario | Bess Meredyth   | Genomineerd |